# Jättetreblad
Jättetreblad (Trillium chloropetalum) är en nysrotsväxtart som först beskrevs av John Torrey, och fick sitt nu gällande namn av Howell. Enligt Catalogue of Life ingår Jättetreblad i släktet treblad och familjen nysrotsväxter, men enligt Dyntaxa är tillhörigheten istället släktet treblad och familjen nysrotsväxter. Arten har ej påträffats i Sverige.

## Underarter
Arten delas in i följande underarter:
- T. c. chloropetalum
- T. c. giganteum

## Bildgalleri

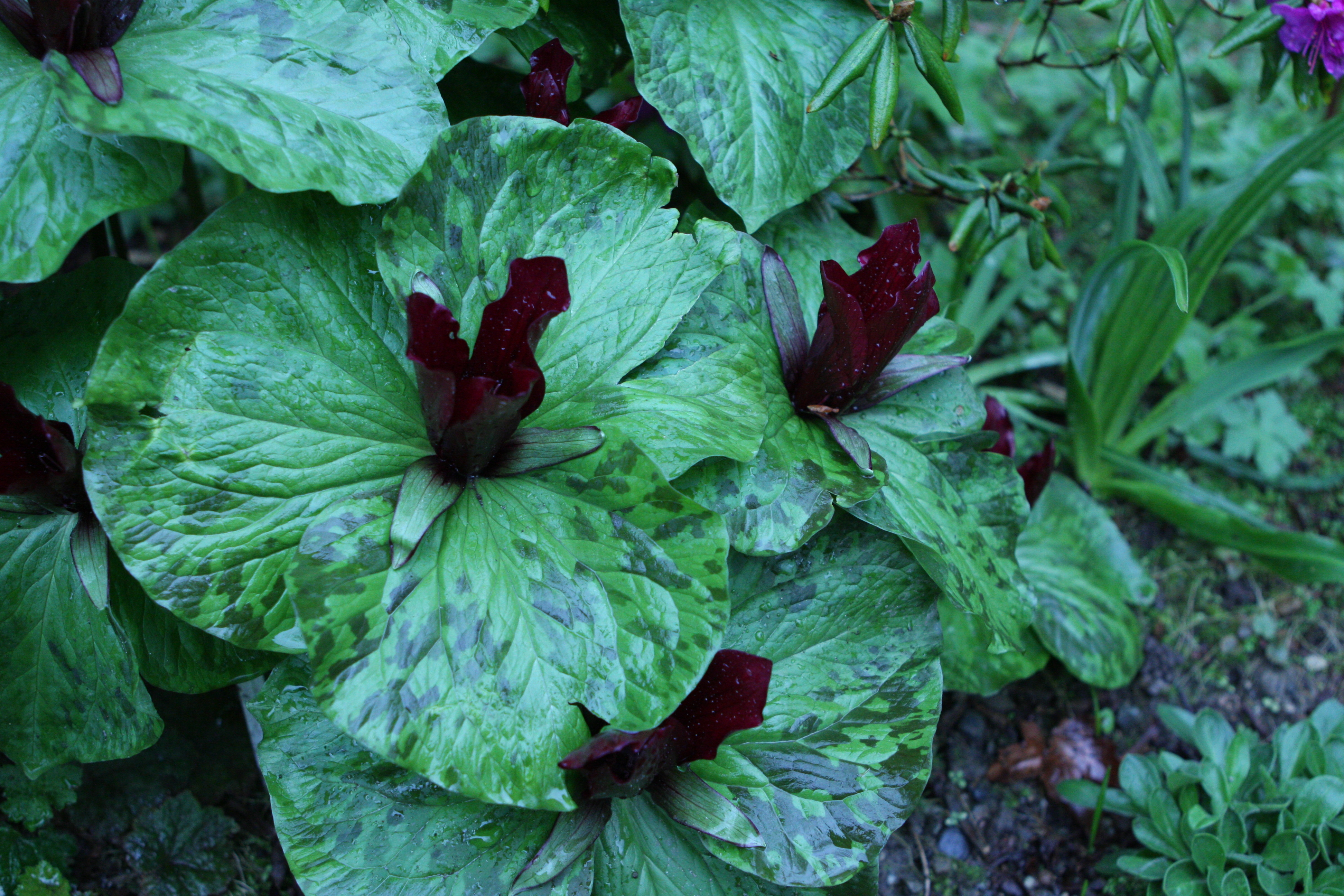
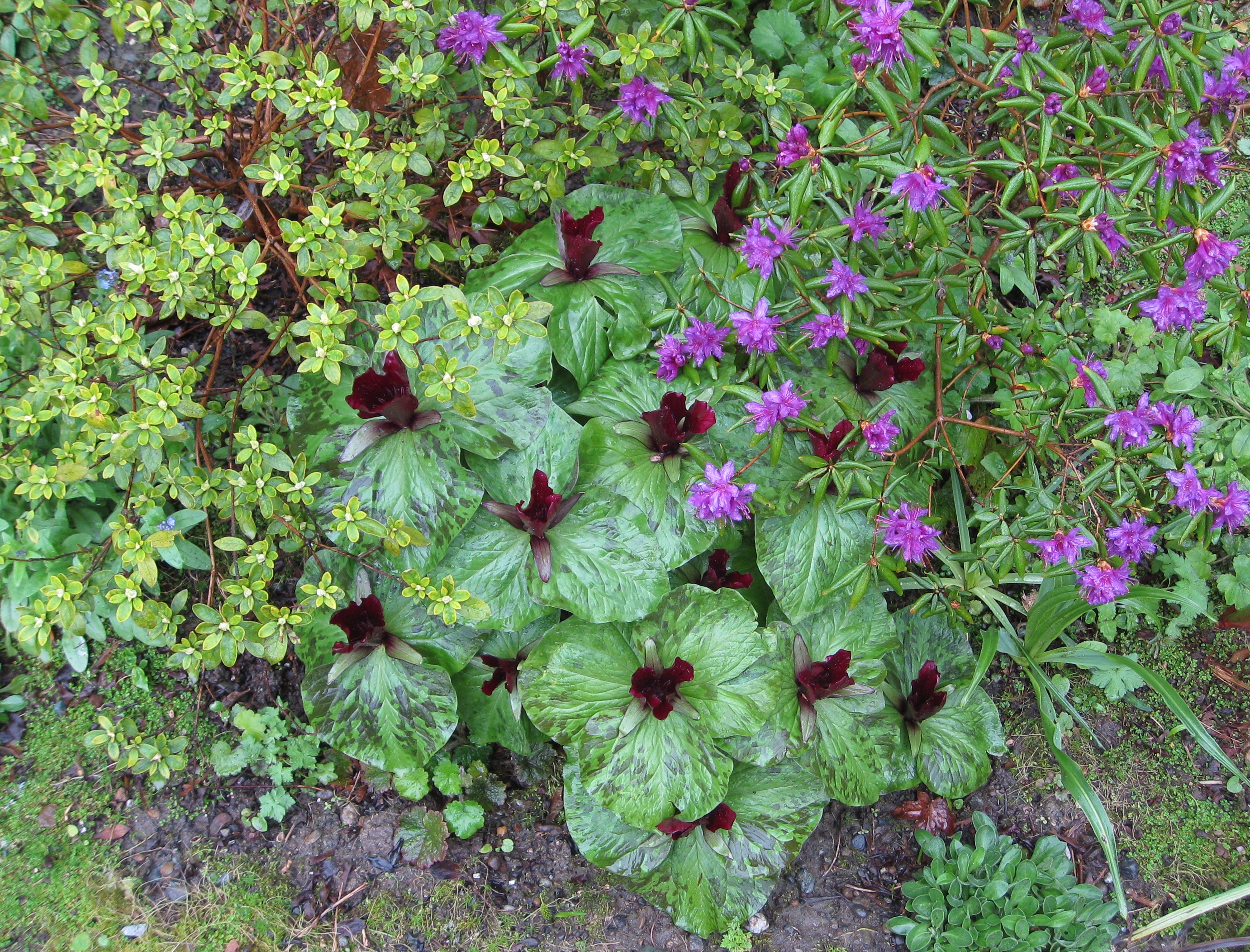
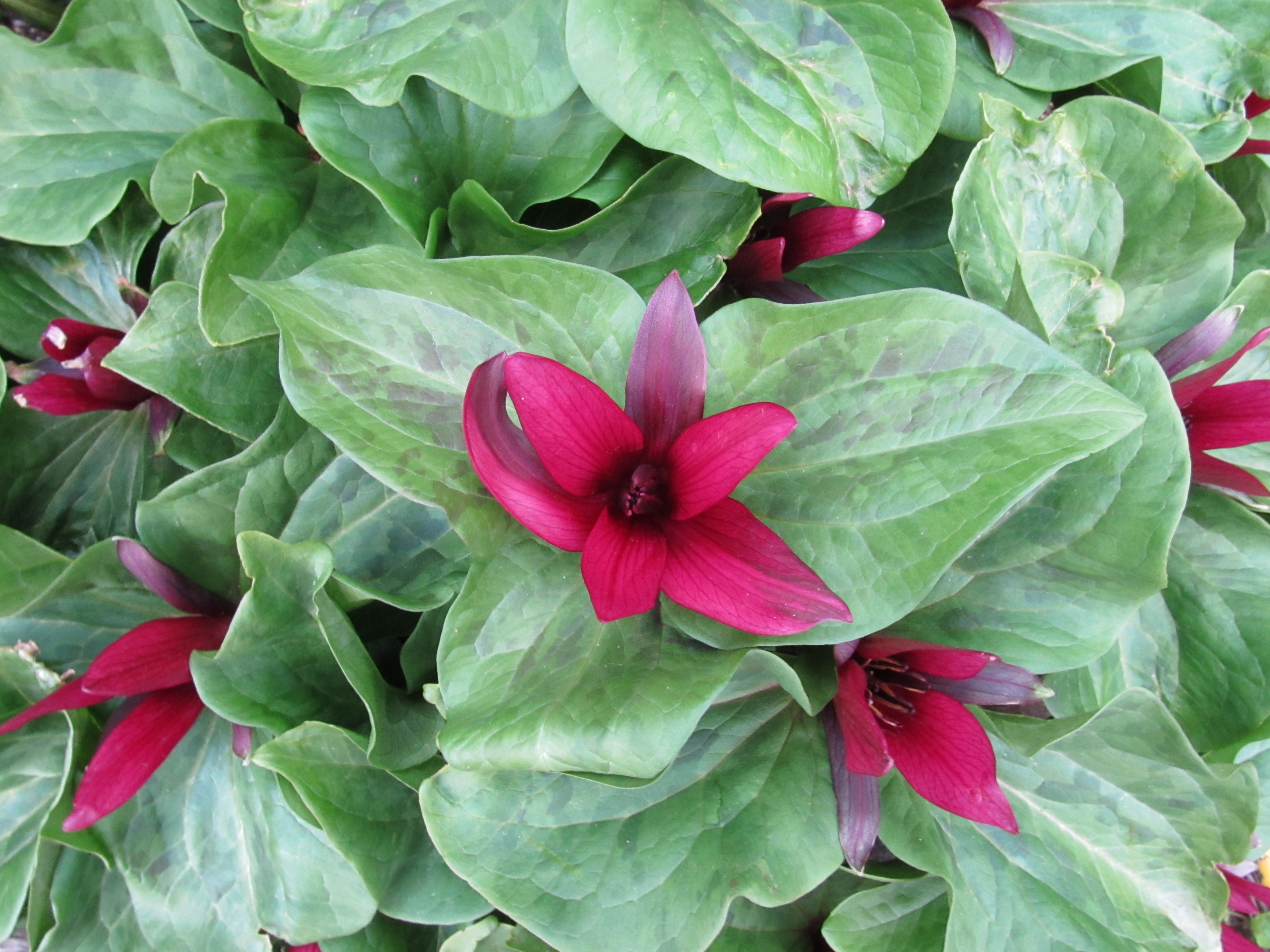
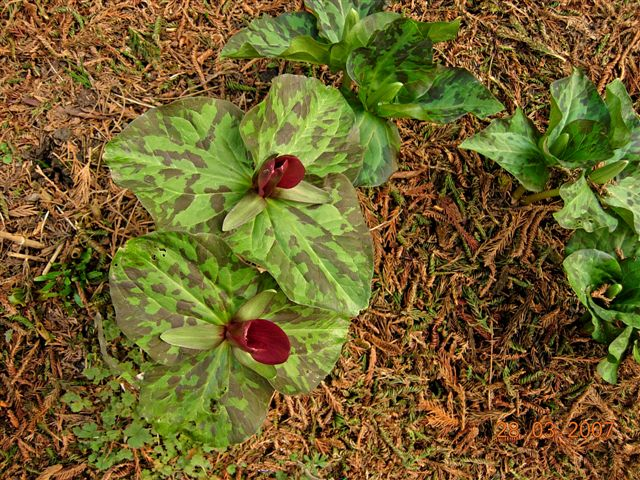